# Blenheim (Karolina Południowa)
Blenheim – miasto w Stanach Zjednoczonych, w stanie Karolina Południowa, w hrabstwie Marlboro.